# Teodor II (ormiański patriarcha Jerozolimy)
Teodor II (ur. ?, zm. ?) – w latach 1532–1542 i 1550–1551 ormiański Patriarcha Jerozolimy.